# 拉尔斯·尼贝格
拉尔斯·尼贝格（德語：Lars Nieberg，1963年7月24日—），德国男子马术运动员，主攻场地障碍。他曾代表德国参加1996年和2000年夏季奥林匹克运动会马术比赛，获得二枚金牌。